# Lygidea illota
Lygidea illota är en insektsart som först beskrevs av Carl Stål 1858.  Lygidea illota ingår i släktet Lygidea och familjen ängsskinnbaggar. Inga underarter finns listade i Catalogue of Life.